# Pseudyrias farranti
Pseudyrias farranti är en fjärilsart som beskrevs av William Schaus 1933. Pseudyrias farranti ingår i släktet Pseudyrias och familjen nattflyn. Inga underarter finns listade.